# The One (serie de televisión)
The One es una serie de televisión web de ciencia ficción británica de 2021 creada por Howard Overman, con la producción de Studio Canal y Urban Myths Films. Está basada en el libro de John Marrs, consta de ocho capítulos. Protagonizada por Hannah Ware, Dimitri Leonidas y Amir El-Masry, fue lanzada en la plataforma de streaming Netflix el 12 de marzo de 2021.

## Argumento
Basada en la novela Eres tú de John Marrs, se presenta como una distopía sobre cómo encontrar el amor, y como ello puede convertirse en una pesadilla.
«En un futuro no muy lejano, podremos encontrar, gracias a una simple prueba de ADN, a nuestra pareja ideal, a nuestro match perfecto: ese para el que estamos diseñados genéticamente.» La serie se desarrolla su historia a partir de una compañía que asegura poder encontrar la pareja perfecta a través del ADN y las parejas que inician la búsqueda sobre qué pasaría si tu alma gemela estuviera a una prueba de ADN de distancia.

## Elenco
Los personajes son:
- Hannah Ware como Rebecca Webb[10]
- Dimitri Leonidas como James Whiting
- Amir El-Masry como Ben Naser
- Stephen Campbell Moore como Damien Brown
- Wilf Scolding como Ethan
- Diarmaid Murtagh como Connor Martin
- Lois Chimimba como Hannah Bailey
- Eric Kofi-Abrefa como Mark Bailey
- Pallavi Sharda como Megan Chapman
- Zoe Tapper como Kate Saunders
- Albano Jeronimo como Matheus Silva
- Gregg Chillin como Nick Gedny
- Nadia Albina como Amy Nasar
- Jana Pérez como Sophia Rodriguez

## Producción
El 15 de noviembre de 2018, se anunció que Netflix le había dado a la producción un pedido de serie para una primera serie que constaba de ocho episodios. La serie fue creada por Howard Overman, Se basa en la novela de John Marrs que adaptaron Johnny Capps y Julian Murphy para Urban Myths Films. La fotografía principal se realizó en Bristol, Cardiff y Newport durante enero de 2020.

## Recepción
El sitio web especializado de críticas Rotten Tomatoes informó una calificación de aprobación del 14 % basada en 7 revisiones, con una calificación promedio de 4.67 / 10. El sitio web no incluye actualmente un consenso de críticos. Metacritic le dio a la serie una puntuación promedio ponderada de 49 sobre 100 basada en 7 reseñas, lo que indica "Reseñas mixtas o promedio".
Los críticos encontraron similitudes en la trama de las series Soulmates y Black Mirror.

## Episodios
Los ocho episodios de una duración de cuarenta y tres minutos aproximadamente fueron lanzados el 12 de marzo de 2021.
| Número | Director           | Guionista      |
| 1      | Catherine Morshead | Howard Overman |
| 2      | Catherine Morshead | Howard Overman |
| 3      | Catherine Morshead | Howard Overman |
| 4      | Jeremy Lovering    | Howard Overman |
| 5      | Jeremy Lovering    | Howard Overman |
| 6      | Jeremy Lovering    | Howard Overman |
| 7      | Brady Hood         | Howard Overman |
| 8      | Brady Hood         | Howard Overman |
| ------ | ------------------ | -------------- |